# إيرني جونسون (لاعب كرة قاعدة)
إيرني جونسون (بالإنجليزية: Ernie Johnson)‏ هو لاعب كرة قاعدة أمريكي، ولد في 29 أبريل 1888 في شيكاغو في الولايات المتحدة، وتوفي في 1 مايو 1952 في مونروفيا في الولايات المتحدة.

## وصلات خارجية
- إيرني جونسون على موقع دوري كرة القاعدة الرئيسي (الإنجليزية)
- إيرني جونسون على موقعبيزبول رفرنس.كوم (الدوري الرئيسي) (الإنجليزية)
- إيرني جونسون على موقعبيزبول رفرنس.كوم (الدوري الثانوي) (الإنجليزية)